# غملول قرنفلي
الغملول القرنفلي (باللاتينية: Acantholimon caryophyllaceum) نوع نباتي يتبع جنس الغملول من الفصيلة الرصاصية.

## الموئل والانتشار
موطنه تركيا وأرمينيا.